# Perchauer Sattel
Perchauer Sattel är ett bergspass i Österrike.   Det ligger i distriktet Murau och förbundslandet Steiermark, i den centrala delen av landet, 190 km sydväst om huvudstaden Wien. Perchauer Sattel ligger 988 meter över havet.
Terrängen runt Perchauer Sattel är huvudsakligen kuperad, men åt sydost är den bergig. Närmaste större samhälle är Judenburg, 17,3 km öster om Perchauer Sattel. 
I omgivningarna runt Perchauer Sattel växer i huvudsak blandskog. Runt Perchauer Sattel är det ganska glesbefolkat, med 22 invånare per kvadratkilometer.